# Imre Hódos
Imre Hódos (* 10. Januar 1928 in Hajdúnánás; † 24. April 1989 in Debrecen) war ein ungarischer Ringer und Olympiasieger 1952 in Helsinki.

## Werdegang
Imre Hódos wuchs in Debrecen auf und begann 1946 bei „Debreceni Vasutas Sport Club“ (DVSC) mit dem Ringen. 1953 wechselte er zum Großverein „Vörös Lobogo“ Budapest, dem er bis zu seinem Karriereende 1962 angehörte. Imre rang ausschließlich im griechisch-römischen Stil, kam 1950 in die ungarische Nationalmannschaft und wurde dort von den ungarischen Nationaltrainern Lajos Keresztes und Mihály Matura hervorragend ausgebildet.
1951 belegte er bei den Weltfestspielen der Jugend in Berlin (Ost) hinter dem sowjetischen Spitzenringer Artem Terjan den 2. Platz und machte dabei erstmals auf der internationalen Ringermatte auf sich aufmerksam.
Bei den Olympischen Spielen in Helsinki bestritt er im Bantamgewicht seine erste internationale Meisterschaft und gewann dabei mit vier Siegen die Goldmedaille, obwohl er gegen Artem Terjan erneut nach Punkten unterlag. Auch bei der Weltmeisterschaft 1953 in Neapel unterlag er seinem Angstgegner Artem Terjan und wurde hinter diesem Vizeweltmeister.
An der Weltmeisterschaft 1955 in Karlsruhe konnte er wegen einer Verletzung nicht teilnehmen. Er war aber bei den Olympischen Spielen in Melbourne wieder dabei. Dort gelangen ihm vier Siege. In seinem fünften Kampf unterlag er dem sowjetischen Sportler Konstantin Wyrupajew ganz knapp nach Punkten und musste sich mit dem 4. Platz zufriedengeben.
Bei der Weltmeisterschaft 1958 im heimischen Budapest hatte Imre ausgesprochenes Pech, als er sich in seinem zweiten Kampf gegen den sowjetischen Sportler Oleg Karawajew verletzte und aufgeben musste. 1960 nahm Imre in Rom zum dritten Mal an Olympischen Spielen teil. Der inzwischen 32-jährige Athlet gewann dort aber nur einen Kampf und kam so nur auf den 11. Platz.
1962 beendete Imre Hódos seine Ringerlaufbahn und wirkte danach lange Jahre als Trainer bei „MAV“ Debrecen.

## Internationale Erfolge
(OS = Olympische Spiele, WM = Weltmeisterschaft, GR = griechisch-römischer Stil, Ba = Bantamgewicht, damals bis 57 kg Körpergewicht)
- 1951, 2. Platz, Weltfestspiele der Jugend in Berlin (ost), GR, Ba, hinter Artjom Terjan, UdSSR und vor Francisc Horvath, Rumänien;
- 1952, Goldmedaille, OS in Helsinki, GR, Ba, mit Siegen über Zakaria Chihab, Libanon, Reidar Maerli, Norwegen, Arvo Kyllänen, Finnland und Mahmoud Hassan Aly, Ägypten und trotz einer Niederlage gegen Artjom Terjan;
- 1953, 2. Platz, Weltfestspiele der Jugend in Bukarest, GR, Ba, hinter Wladimir Staschkewitsch, UdSSR und vor Francisc Horvath;
- 1953, 2. Platz, WM in Neapel, GR, Ba, mit Siegen über Paul Hänni, Schweiz, Stanko Sneberger, Jugoslawien, Matti Rantala, Finnland und Giovanni Cocco, Italien und einer Niederlage geen Artem Terjan;
- 1956, 4. Platz, OS in Melbourne, GR, Ba, mit Siegen über Reijo Nykänen, Finnland, Harold Townly, USA, Adolfo Diaz, Argentinien und Fred Kämmerer, Deutschland und einer Niederlage gegen Konstantin Wyrupajew, UdSSR;
- 1958, unplatziert, WM in Budapest, GR, Ba, nach einem Sieg über Ion Cernea, Rumänien und einer Niederlage gegen Oleg Karawajew, UdSSR, Aufgabe wegen Verletzung;
- 1960, 11. Platz, OS in Rom, GR, Ba, nach einem Sieg über Laurens Alflen, Niederlande, Unentschieden gegen Ion Cernea und Gilberto Gramellini, Italien und einer Niederlage gegen Bernard Knitter, Polen

## Ungarische Meisterschaften
Imre Hódos wurde ungarischer Meister 1952, 1953, 1954, 1957 und 1960 im Bantamgewicht, griechisch-römischer Stil.